# Фишер, Густав (конник)
Гу́став Фи́шер (нем. Gustav Fischer; 8 ноября 1915, Майстершванден, Аргау — 22 ноября 1990) — швейцарский конник, трёхкратный серебряный и двукратный бронзовый призёр Олимпийских игр.

## Карьера
Участвовал в пяти Олимпиадах подряд, с 1952 по 1968 год, и на каждой выиграл по медали. Четыре из них в командной выездке и одну в личной.
В 1952 году выступал на лошади по кличке Солиман, в 1956 на Васелло, с 1960 по 1968 на Вальде.